# Klaus Schroeder

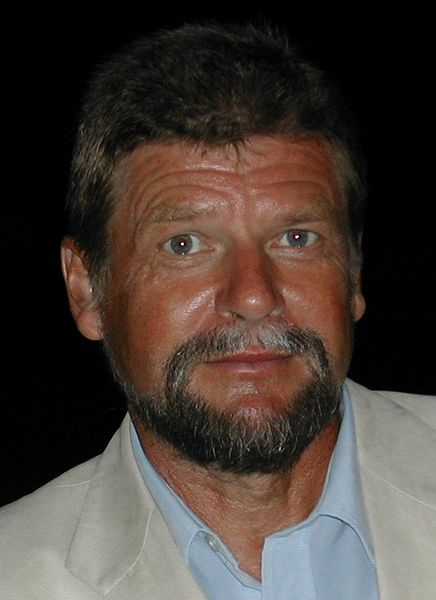
Klaus Schroeder (2004)

Klaus Schroeder (* 16. Oktober 1949 in Lübeck-Travemünde) ist ein deutscher Politikwissenschaftler und Zeithistoriker, der an der Freien Universität Berlin den Forschungsverbund SED-Staat und die Arbeitsstelle Politik und Technik leitet und als Professor am Otto-Suhr-Institut lehrt.

## Leben
Nach dem Abitur am Katharineum zu Lübeck studierte Schroeder von 1969 bis 1975 Biologie, Volkswirtschaftslehre und Politikwissenschaft an der Freien Universität Berlin. Sein Studium beendete er mit dem Diplom in Politikwissenschaft. Anschließend erhielt er ein Promotionsstipendium. Ab dem Wintersemester 1975/76 nahm er Lehraufträge an der Freien Universität Berlin wahr. Von 1978 bis 1982 arbeitete er als wissenschaftlicher Assistent am Institut für Soziologie der FU Berlin im Schwerpunkt Staat, Organisation und Planung. Seine theoretisch geleitete empirische Studie Der Weg in die Stagnation. Eine empirische Studie zu Konjunkturentwicklung und Konjunkturpolitik in der Bundesrepublik von 1967 bis 1982 wurde 1982 an der FU Berlin als Dissertation angenommen und 1984 im Westdeutschen Verlag veröffentlicht. 1994 habilitierte Schroeder am Fachbereich Politikwissenschaft. Seine Lehrveranstaltungen beschäftigen sich mit zeitgeschichtlichen Themen, aber auch mit dem Sozialstaat, extremistischen Bewegungen, gesellschaftlichen Modernisierungsprozessen, sozialen Bewegungen sowie generell mit dem politischen und gesellschaftlichen System Deutschlands und der DDR.
Von 1982 bis 1987 arbeitete Schroeder im Präsidialamt der FU als Referent für den Ersten Vizepräsidenten Johann Wilhelm Gerlach und danach für den Vizepräsidenten Bütow. Er war für die präsidiale Betreuung der Sozialwissenschaften an der FU verantwortlich. Im Jahr 1987 wechselte er in den Fachbereich Politische Wissenschaft und wurde Geschäftsführender Projektleiter an der Arbeitsstelle Politik und Technik, dessen Leitung er im Jahre 1995 übernahm.
1992 gründete Schroeder gemeinsam mit Manfred Wilke, Manfred Görtemaker, Bernd Rabehl und Siegward Lönnendonker den Forschungsverbund SED-Staat, der sich seither, überwiegend drittmittelfinanziert, mit der deutschen Teilungsgeschichte und dem Wiedervereinigungsprozess auseinandersetzt. Die ihm vom Präsidenten der Freien Universität Berlin übertragene Leitung des Forschungsverbundes übt er seitdem aus.
Schroeder warb im Rahmen seiner Tätigkeit an der Arbeitsstelle Politik und Technik und des Forschungsverbundes SED-Staat eine Vielzahl von Forschungsprojekten ein. Er war als von der CDU nominierter Sachverständiger Mitglied der 2010 eingesetzten Enquete-Kommission zur Aufarbeitung der Nachwendezeit in Brandenburg. Im Juni 2013 erklärte er seinen Rücktritt aus der Kommission. Darüber hinaus ist er seit 2012 Mitglied im wissenschaftlichen Beirat der Behörde des Bundesbeauftragten für die Stasi-Unterlagen.
Schroeder ist Gastautor des Blogs Die Achse des Guten.
Gemeinsam mit Peter Massing entwickelte Schroeder einen weiterbildenden Masterstudiengang Politik und Zeitgeschichte, der im Januar 2008 begann und seither jährlich durchgeführt wird.
Schroeder gehörte laut dem Magazin Cicero im Jahr 2013 zu den in den vorausgegangen zehn Jahren am häufigsten zitierten 500 Intellektuellen Deutschlands. In der Liste des Jahres 2013 belegt er Platz 254.

## Schriften (Auswahl)
Das vereinte Land. Die gespaltene Gesellschaft. Olzog Edition, Lau Verlag, Reinbek 2024, ISBN 978-3-95768-260-4
- Kampf der Systeme. Das geteilte und wiedervereinigte Deutschland. OLZOG edition, Lau Verlag, Reinbek 2020, ISBN 978-3-95768-217-8
- Die DDR. Geschichte und Strukturen. 2. aktualisierte und ergänzte Auflage. Reclam, Stuttgart 2019.
- mit Monika Deutz-Schroeder: Der Kampf ist nicht zu Ende. Geschichte und Aktualität linker Gewalt. Herder, Freiburg 2019.
- mit Jochen Staadt (Hrsg.): Die Grenze des Sozialismus in Deutschland. Alltag im Niemandsland. Peter Lang, Berlin 2018.
- mit Jochen Staadt (Hrsg.): Die Todesopfer des DDR-Grenzregimes an der innerdeutschen Grenze 1949–1989: Ein biografisches Handbuch (= Studien des Forschungsverbundes SED-Staat an der Freien Universität Berlin). Peter Lang, Frankfurt am Main 2017, ISBN 978-3-631-72594-8.
- mit Monika Deutz-Schroeder: Linksextreme Einstellungen und Feindbilder. Befragungen, Statistiken und Analysen. Peter Lang, Frankfurt am Main 2016, ISBN 978-3-653-07032-3.
- mit Monika Deutz-Schroeder: Gegen Staat und Kapital – für die Revolution! Linksextremismus in Deutschland – eine empirische Studie. Peter Lang, Frankfurt am Main 2015, ISBN 978-3-631-66283-0.
- Der SED-Staat. Geschichte und Strukturen der DDR 1949–1990. vollständig überarbeitete und stark erweiterte Neuauflage. Böhlau, Wien/Köln/Weimar 2013, ISBN 978-3-412-21109-7.
- mit Monika Deutz-Schroeder, Rita Quasten und Dagmar Schulze Heuling: Später Sieg der Diktaturen? Zeitgeschichtliche Kenntnisse und Urteile von Jugendlichen. Peter Lang, Frankfurt am Main 2012, ISBN 978-3-631-63741-8.
- Die DDR. Geschichte und Strukturen. Reclam, Stuttgart 2011, ISBN 978-3-15-015233-1.
- Das neue Deutschland. Warum nicht zusammenwächst, was zusammengehört. wjs, Berlin 2010, ISBN 978-3-937989-66-2.
- mit Monika Deutz-Schroeder: Oh, wie schön ist die DDR. Kommentare und Materialien zu den Ergebnissen einer Studie. Wochenschauverlag, Schwalbach/Ts. 2009.
- mit Monika Deutz-Schroeder: Soziales Paradies oder Stasi-Staat? Das DDR-Bild von Schülern – Ein Ost-West-Vergleich. Verlag Ernst Vögel, München, Stamsried 2008.
- Die veränderte Republik. Deutschland nach der Wiedervereinigung. Ernst Vögel, München/Stamsried 2006.
- mit Monika Deutz-Schroeder und Uwe Hillmer: Rechtsextremismus und Jugendgewalt in Deutschland. Ein Ost-West-Vergleich. Schöningh, Paderborn 2004.
- Michael Behnen (Hrsg.): Lexikon der deutschen Geschichte 1945–1990. Ereignisse, Institutionen, Personen im geteilten Deutschland. Kröner, Stuttgart 2002, ISBN 3-520-83401-4 (Mitarbeit bei 134 Sach- und Personenartikel, darunter „Deutsche Demokratische Republik“, „Einigungsvertrag“, „Sozialistische Einheitspartei Deutschland“, „Verfassungen der DDR“, „Zusammenbruch der DDR“, „Berlin“).
- mit Anneli Ute Gabanyi: Vom Baltikum zum Schwarzen Meer. Transformation im östlichen Europa. Bayerische Landeszentrale für Politische Bildungsarbeit, München 2002, OCLC 53001009.
- Der Preis der Einheit. Eine Bilanz. Hanser, München/Wien 2000, ISBN 3-446-19940-3.
- Der SED-Staat. Partei, Staat und Gesellschaft 1949–1990. Propyläen Taschenbuch, München 2000.
- mit Hannelore Offner: Eingegrenzt – Ausgegrenzt. Bildende Kunst und Parteiherrschaft in der DDR 1961–1989. Akademie-Verlag, Berlin 2000.
- Der SED-Staat. Partei, Staat und Gesellschaft 1949–1990. Hanser-Verlag, München 1998.
- mit Ulrich Hartmann und Stefan Herten: Land in Sicht. Die Fusion von Berlin und Brandenburg. Aufbau, Berlin 1996.
- mit Walter Heering: Transformationsprozesse in ostdeutschen Unternehmen. Akteursbezogene Studien zur ökonomischen und sozialen Entwicklung in den neuen Bundesländern. Akademie-Verlag, Berlin 1995.
- Geschichte und Transformation des SED-Staates. Akademie-Verlag, Berlin 1994.
- mit Frank-Uwe Fuhrmann und Walter Heering: Wissens- und Technologietransfer. Bedeutung und Perspektiven einer regionalen technologiepolitischen Strategie am Beispiel Berlins. Duncker & Humblot, Berlin 1991.
- mit Werner Süß: Technik und Zukunft. 2. Auflage. Dietz-Verlag Berlin (DDR), Berlin 1990.
- mit Manfred Görtemaker: Dokumentation der FU Berlin. Teil VI: 1969–1973 Hochschulreform und Studentenprotest. Berlin 1990.
- mit Werner Süß: Technik und Zukunft. Neue Technologien und ihre Bedeutung für die Gesellschaft. Westdeutscher Verlag, Opladen 1988.
- mit Dieter Grühn und Werner Süß: Wozu noch Soziologie? Bielefeld 1985.
- Der Weg in die Stagnation. Eine empirische Studie zur Konjunkturentwicklung und Konjunkturpolitik in der Bundesrepublik von 1967–1982. Westdeutscher Verlag, Opladen 1984, ISBN 3-531-11680-0 (Zugl.: Berlin, Freie Univ., Diss., 1982).
- Dokumentation der FU Berlin. Teil V: Gewalt und Gegengewalt. 1967–1969. Berlin 1983, OCLC 632384776.